# Рисин, Иосиф
Иосиф Рисин (нем. Josef Rissin, также фр. Joseph Ryssine, собственно Иосиф Израилевич Рысин; род. 1944, Рига) — немецкий скрипач и музыкальный педагог.
В 1962 г. поступил в Московскую консерваторию, ученик Бориса Беленького. Лауреат международных конкурсов имени королевы Елизаветы (1967, 10-я премия) и имени Паганини (1969, 6-я премия).
Эмигрировал в Германию. Выпустил альбом с произведениями для скрипки соло Николо Паганини, Эжена Изаи и Пауля Хиндемита и ряд записей в ансамбле со своей женой, пианисткой Ольгой Рисин-Мореновой, в том числе фантазии Франца Шуберта, Роберта Шумана и Дариюса Мийо, сонату и дуэт для скрипки и фортепиано Галины Уствольской.
Профессор скрипки в Высшей школе музыки Карлсруэ. Наиболее известные из его учеников — Альбрехт Бройнингер, Сергей Хачатрян, Даниэль Лозакович.